# Liris Sol Velásquez
Liris Sol Velásquez là một chính trị gia Venezuela, từng là thành viên của Quốc hội cho Đảng Xã hội Thống nhất Venezuela (PSUV) và cho nhà nước Bolívar. Cô là thành viên của Ủy ban Gia đình Thường trực của Quốc hội và cô cũng làm việc trong chức thị trưởng của Đô thị Caroní.